# Lawson Vaughn
Lawson Vaughn (nacido el 11 de abril de 1984 en Marietta, Georgia) es un futbolista estadounidense, que actualmente juega como defensor para el D.C. United de la Major League Soccer.

## Trayectoria
| Período   | Club                         |
| --------- | ---------------------------- |
| 2002-2003 | University of South Carolina |
| 2004-2005 | University of Tulsa          |

| Período | Club                      | Partidos (goles) |
| ------- | ------------------------- | ---------------- |
| 2006-   | Club Deportivo Chivas USA | 9 (0)            |

- Datos: Q3828166